# An-Násir

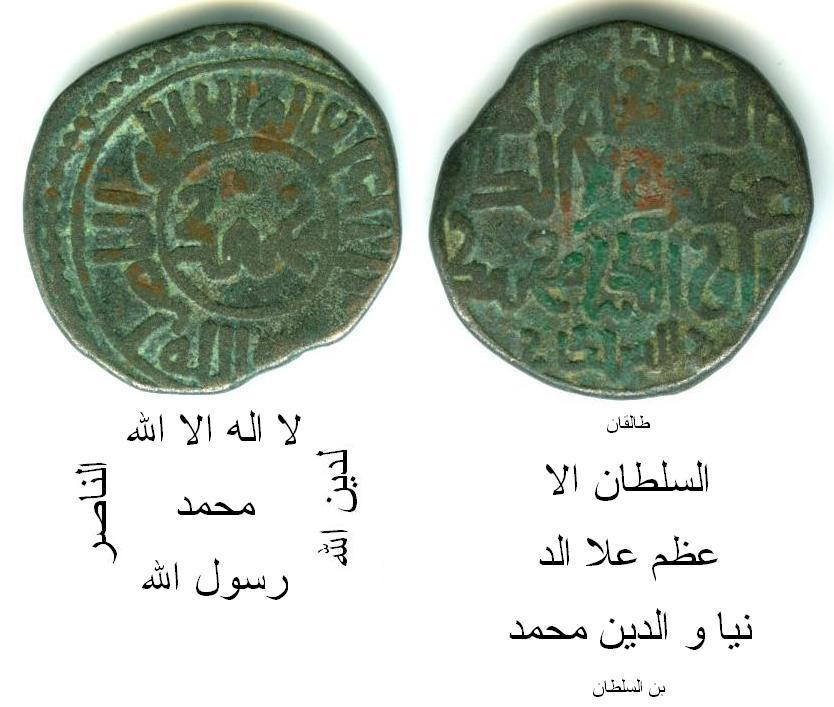
Moneda acuñada a nombre de Mohamed II de Corasmia, que nombra a An-Násir como suzerano.

An-Násir o Al-Násir (nombre completo: An-Nāṣir li-Dīn Allāh, الناصر لدين الله) fue un califa abasí desde 1180 hasta su muerte el 2 de octubre de 1225. Su nombre completo significaba literalmente «victorioso para la religión de Dios (Alá)». 
Al-Nasir era hijo del califa al-Mustadi y una turca llamada Zumurrud (Esmeralda). Trató de restaurar el califato a su posición anterior y tuvo un sorprendente grado de éxito, a pesar de que la mayor parte del territorio del califato abasí original había sido dominado militarmente por otras dinastías. No solo aumentó su control sobre Bagdad (la capital del califato), sino que también aumentó el dominio sobre Mesopotamia y Persia.
Además de sus conquistas pasajeras, mantuvo el control permanente de Irak, de Tikrit al golfo Pérsico, sin interrupción. Su largo reinado —cuarenta y siete años— estuvo marcado principalmente por las relaciones ambiguas con los tártaros y su desafortunada llamada de auxilio a los mongoles, que finalmente acabó por eliminar el gobierno abasí en Irak. Según la historiadora Angelika Hartmann, An-Násir fue el último califa abasí efectivo.
Al-Nasir pasó sus últimos tres años paralizado y casi ciego. Sufrió disentería durante veinte días, y murió. Fue sucedido por su hijo Az-Záhir como el trigésimo quinto califa abásida.